# Квито (река)
Кви́то (Куиту) — река в Анголе, левый приток нижней Окаванго (Кубанго), протекает по территории провинций Мошико и Квандо-Кубанго на юго-востоке страны. Квито является крупнейшим притоком Окаванго (Кубанго).
Длина реки составляет около 920 км. Площадь водосборного бассейна — 57470 км²
Квито начинается на высоте 1430 м над уровнем моря около населённого пункта Сашиамбе на западе Мошико в центральной Анголе. До Квито-Кванавале течёт преимущественно на юго-юго-восток, потом смещается на юг, в низовье преобладающим направлением течения становится юго-восток. Впадает в Окаванго на высоте 1038 м над уровнем моря южнее Дирико, напротив населённого пункта Кашила (Намибия).